# Ruth Beitia
Ruth Beitia Vila (Santander, Kantábria, 1979. április 1. –) olimpiai bajnok és bronzérmes, világbajnoki bronzérmes, Európa-bajnok spanyol atléta, magasugró. Mind fedett pályán, mind szabadtéren ő tartja a spanyol csúcsot női magasugrásban.

## Pályafutása
2004-ben vett részt első alkalommal az olimpiai játékokon, Athénban azonban nem jutott túl a selejtezőkörön. 2005-ben érte el első jelentősebb nemzetközi sikereit. Márciusban az orosz Anna Csicserova mögött második lett a fedett pályás Európa-bajnokságon, három hónappal később pedig győzött a mediterrán játékokon.
Jelena Szleszarenko és Blanka Vlašić mögött harmadikként zárt a 2006-os fedett pályás világbajnokságon, majd 2007-ben a fedett pályás kontinensbajnokságon is bronzérmes volt. A pekingi olimpián eljutott a döntőig, ahol sikeresen túllépett a 196 centiméteren, de a 199-es magasságot három próbálkozásból sem tudta teljesíteni, így végül hetedik lett; a német Ariane Friedrich-el azonos eredménnyel. 2009-ben a fedett pályás Európa-bajnokságon, majd 2010-ben a fedett pályás világbajnokságon szerzett ezüstérmet.
2016-ban az év európai atlétájának választották.
2021-ben a londoni olimpián bronzérmes Skolinát megfosztották bronzérmétől, amit az eredetileg negyedik Beitia kapott meg.
Nemzetközi sikerein túl több spanyol bajnoki címmel rendelkezik. Szabadtéren kétszer (2003, 2006), míg fedett pályán ötször (2002, 2003, 2004, 2005, 2006) nyerte meg hazája bajnoki címét magasugrásban.

## Egyéni legjobbjai
Szabadtér
- Magasugrás – 2,02 m (2007)
- Távolugrás – 6,04 m (2003)

Fedett pálya
- Magasugrás – 2,01 m (2007)
- Távolugrás – 6,04 m (2006)